# Amathia pruvoti
Amathia pruvoti is een mosdiertjessoort uit de familie van de Vesiculariidae. De wetenschappelijke naam van de soort is voor het eerst geldig gepubliceerd in 1911 door Calvet.